# 헤르만 폰 헬름홀츠
헤르만 루트비히 페르디난트 폰 헬름홀츠(독일어: Hermann Ludwig Ferdinand von Helmholtz, 1821년 8월 31일 ~ 1894년 9월 8일)는 독일의 생리학자, 철학자이자 물리학자다. 생리학과 생리심리학 분야에서 헬름홀츠는 공간의 인지, 시각이론, 음향의 인지 등 생리광학 및 생리음향학에 기여하였다. 물리학 분야에서는 열역학 이론 정립에 기여하였으며 전기역학 및 열화학, 유체역학 등에 업적을 남겼다. 독일의 가장 큰 과학자 조직인 헬름홀츠 협회는 헬름홀츠의 이름을 딴 것이다.

## 업적

### 감각에 대한 연구
헬름홀츠는 인간의 시각과 청각을 현대적으로 연구한 최초의 인물이다. 정신물리학에서 영감을 받아 측정 가능한 물리적 자극과 그에 상응하는 지각(perception) 사이의 관계를 연구 대상으로 삼았다. 일례로 음파의 진폭이 클수록 소리가 크게 들리고 작으면 소리가 작게 들리지만, 인간이 인지하는 소리의 크기가 음파의 진폭과 선형적 관계가 아닌 급수적 관계를 갖고 있음을 발견하였다. 헬름홀츠는 이처럼 "정신물리학적 법칙"을 발견하기 위한 연구를 했다.
헬름홀츠의 감각 생리학은 제자 빌헬름 분트가 실험 심리학을 창시하는데 기반이 되었다. 분트는 헬름홀츠보다 더 분명하게 자신의 연구를 경험철학의 한 형태이자 마음을 별개의 대상으로 연구하는 학문으로 묘사했다. 헬름홀츠는 초기에는 나투르필로소피를 부인했으며, 유물론의 중요성을 강조하며 마음과 육체를 통합시킨 이론을 발전시키는데 더 중점을 두었다.

## 같이 보기
- 헬름홀츠 코일
- 신 칸트 학파